# 拉克罗斯 (佛罗里达州)
拉克罗斯（英語：La Crosse），是美国佛罗里达州下属的一座城镇。建立于1957年。面积约为3.5平方公里（约合1.3平方英里）。根据2010年美国人口普查，该市有人口1,897人。论人口在本州排行第288。